# أندريا كاسيراجي
أندريا ألبرت بيير كاسيراجي (بالإيطالية: Andrea Casiraghi)‏ هو عضو في الأسرة الأميرية في موناكو، من مواليد 8 يونيو 1984 في موناكو الأميرة غريس دو مستشفى. الابن البكر للأميرة لكارولين وزوجها المتوفي ستيفانو كاسيرجي.

## حياته
مخطوب في أوائل يوليو تموز 2012، من صديقته تاتيانا سانتو دومينغو.وتزوج منها 2013 كما رزقا بثلاثة أطفال: إبنه الأول اليكساندر 2013 وإبنته إنديا 2015 وابنه الاصغر ماكسيميليان 2018